# Macropiper excelsum
Macropiper excelsum är en pepparväxtart. Macropiper excelsum ingår i släktet Macropiper och familjen pepparväxter.

## Underarter
Arten delas in i följande underarter:
- M. e. delangei
- M. e. peltatum
- M. e. excelsum
- M. e. peltatum
- M. e. psittacorum